# Serie 730 de Renfe
La Serie 730 de Renfe es una serie de trenes de alta velocidad de la empresa ferroviaria española Renfe Viajeros, apodados en el argot ferroviario como Frankenstein por su carácter dual, ya que fueron construidos a partir de modificaciones en algunas composiciones de la Serie 130 de Renfe, a las que se les sustituyeron los dos remolques extremos por dos furgones generadores diésel entre las cabezas tractoras y los coches de viajeros. Estos furgones generan la electricidad necesaria para alimentar los motores eléctricos de la unidad motriz y para mantener los servicios a bordo.
Se trata de un tren de altas prestaciones de ancho variable que está diseñado para realizar servicios tanto por líneas de alta velocidad como por líneas convencionales, e incluso por líneas no electrificadas. Puede circular tanto por vías de ancho ibérico como de ancho estándar, por líneas electrificadas a 25 kV 50 Hz (AC) o 3 kV (CC) como por las no electrificadas, gracias a ser un tren dual con motores diésel.

## Reforma
La construcción de esta serie consistió en la reforma de 15 unidades de la Serie 130 de Renfe, las numeradas entre 130.011 y 130.025, formadas por una composición Talgo serie VII y dos cabezas tractoras. La modificación se realizó en los remolques extremos de las composiciones, sustituyéndolos por unos nuevos furgones extremos (Coche Extremo Técnico, o CET) con un grupo generador impulsado por un motor diésel de 12 cilindros MTU 12V 4000R43L de 1800 kW de potencia, una cilindrada total de 57,23 litros y 6600 kg de peso, idéntico al que montan las cabezas tractoras del Talgo XXI (serie 355) y las Bitrac de CAF. Estos generadores también alimentan los servicios al tren, por lo que la potencia suministrada a los motores de tracción (2 x 1200 kW) es sensiblemente inferior a la generada. 
El peso en servicio, o bruto, del Coche Extremo Técnico (CET) es de 46,6 toneladas, lo que impide que pueda descansar sobre rodales Talgo clásicos, por lo que incorpora un bogie convencional (idéntico al de las cabezas tractoras pero desmotorizado) en un extremo que transmite el peso, y un rodal compartido con el siguiente remolque. Todo el CET se dedica a equipamientos, en lugar de los asientos que incorporaban los 130, por lo que esta versión tiene 265 plazas, 34 plazas menos que su versión eléctrica.
La reforma se anunció en diciembre de 2009, con un coste total de 78 millones de euros, y se incorporaron al servicio comercial a partir del 17 de junio de 2012.
Desde mediados de 2022, estas unidades se están sometiendo a una reforma de interiores y estética (cambio de la moqueta actual del piso por flotex, y de la tapicería de las butacas por piel (similar a los S-106); la colocación de ‘cartelas’ en los portaequipajes; la mejora estética de los aseos; y el reemplazo de teleindicadores exteriores e interiores, y de la iluminación actual por led en coche cafetería, vestíbulos, luces de lectura y salas de viajeros. También habrá mejoras en la pintura exterior de los trenes.) Estas reformas están realizadas en las ramas 14, 18, 22 y 23

## Puesta en servicio
Prestan servicio desde el 17 de junio de 2012 en la relación Madrid-Galicia y Alicante-Galicia, reduciendo hasta 57 minutos el tiempo de viaje.
La velocidad máxima autorizada en su puesta en servicio fue de 250 km/h con alimentación a 25 kV, aunque en la LAV Orense-Santiago (actualmente en ancho ibérico) solo se homologó a 220 km/h. Desde el 17 de diciembre de 2015, con la puesta en servicio del tramo Olmedo-Zamora de la Línea de alta velocidad Olmedo-Zamora-Galicia, los servicios con destino Zamora están autorizados a circular a 250 km/h en la LAV Madrid-Olmedo, y desde el 1 de febrero de 2016 también los servicios que circulan por la misma línea con destino Galicia.

## Servicios
Desde el 17 de junio de 2012 estas unidades prestan servicio en la línea de alta velocidad Olmedo-Zamora-Galicia; estos son los servicios del denominado Plan Galicia de Renfe Operadora. Desde la puesta en marcha del tramo Olmedo-Taboadela, han quedado relegados a los servicios a Lugo y Ferrol, puesto que son tramos que carecen de electrificación.
Desde el 19 de julio de 2022 las unidades reformadas comienzan a prestar servicio en Extremadura en la nueva línea de alta velocidad Madrid-Extremadura de 155km de longitud.
Desde el 17 de septiembre de 2018, presta servicio en la relación Cartagena Madrid-Puerta de Atocha.
Desde el 15 de diciembre de 2024, prestan servicio en las relaciones Madrid-Algeciras y Madrid-Almería
| Relaciones Alvia Serie 730 | Relaciones Alvia Serie 730 | Relaciones Alvia Serie 730 | Relaciones Alvia Serie 730                     | Relaciones Alvia Serie 730 | Relaciones Alvia Serie 730              |
| Origen                     | Paradas | Destino                    | Frecuencia                                     | Cambiador de ancho         | Observaciones                           |
| -------------------------- | --- | -------------------------- | ---------------------------------------------- | -------------------------- | --------------------------------------- |
| Madrid-Chamartín           | Segovia-Guiomar · Medina del Campo AV · Zamora · Sanabria AV · La Gudiña-Porta de Galicia · Orense · Santiago de Compostela · La Coruña · Betanzos-Infesta · Betanzos-Ciudad · Puentedeume | Ferrol                     | 1 trenes diario por sentido de lunes a sábado. | Taboadela                  | Será suspendido a partir del 9 de junio |
| Madrid-Chamartín           | Segovia-Guiomar · Medina del Campo AV · Zamora · Sanabria AV · La Gudiña-Porta de Galicia · Orense · Monforte de Lemos · Sarria                                                            | Lugo                       | 1 tren diario por sentido                      | Taboadela                  |                                         |
| Cartagena                  | Torre Pacheco · Balsicas-Mar Menor · Murcia del Carmen · Albacete Los Llanos | Madrid-Puerta de Atocha    | 1 tren diario por sentido                      | Albacete                   | Definitivamente suspendido              |
| Madrid - Chamartín         | Madrid - Atocha Cercanías · Leganés · Torrijos · Talavera de la Reina · Oropesa de Toledo · Navalmoral de la Mata · Monfragüe - Plasencia · Cáceres · Mérida Montijo                       | Badajoz                    | 3 trenes diarios por sentido                   |                            |                                         |
| Madrid - Puerta de Atocha  | Estación de Córdoba - Córdoba Central · Antequera-Santa Ana · Ronda · San Roque - La Línea                                                                                                 | Algeciras                  | 1 tren diario por sentido                      | Antequera                  |                                         |
| Madrid - Puerta de Atocha  | Estación de Córdoba - Córdoba Central · Antequera-Santa Ana · Granada · Guadix· Gádor | Almería                    | 1 tren diario por sentido                      | Granada                    |                                         |

En 2020, por la pandemia del Covid-19, una unidad de esta serie (S730 Rama 18) fue transformada por dentro para trasladar enfermos entre comunidades autónomas. Dicha reforma consiste en quitar asientos del interior para que el espacio libre sea ocupado por camillas y otros utensilios para el cuidado de un enfermo por Coronavirus dentro del tren. Esta reforma duró apenas unas semanas, pues volvieron a su configuración de asientos original.

## Accidente ferroviario en Santiago de Compostela
La rama número 12 de esta serie descarriló el 24 de julio de 2013 a aproximadamente 3 km de la estación de Santiago de Compostela, concretamente en el punto kilométrico 80,620. El convoy tenía como origen Madrid-Chamartín y destino Ferrol. Fallecieron 81 personas y otras 141 resultaron heridas de diversa consideración. Es uno de los accidentes más graves de la historia ferroviaria de España. Tras el accidente, los restos fueron llevados a la explanada de la empresa Grúas Estación de A Escravitude para su investigación, lugar donde fueron custodiados durante seis años hasta agosto de 2020, fecha en la que fueron desguazados por parte de Renfe.